# Eren Elmalı
Evren Eren Elmalı (* 7. Juli 2000 in Kartal in der Provinz Istanbul) ist ein türkischer Fußballspieler. Er steht seit Februar 2025 in Diensten von Galatasaray Istanbul und ist türkischer A-Nationalspieler.

## Karriere
Elmalı ist ein 1,80 Meter großer Defensivspieler und agiert hauptsächlich als linker Außenverteidiger.

### Verein
Elmalı kam 2000 in der Ortschaft Kartal, einer Gemeinde und gleichzeitig einem Stadtteil der marmarischen Großstadtkommune Istanbul, zur Welt. Hier begann er in seiner späten Kindheit 2011 mit dem Vereinsfußball beim Kartalspor. Später wechselte er im August 2018 innerhalb der Istanbuler Metropole zum Kasımpaşa SK. Woraufhin Elmalı mit 18 Jahren zum Stammspieler in der U21-Herrenmannschaft vom Kasımpaşa SK sich entwickelte und kam nebenbei auch in der türkischen U19-Elitemeisterschaft 2018/19 zum Einsatz. In der gleichen Saison erhielt er im März 2019 seinen ersten Profivertrag. Nach Saisonbeginn 2019/20 wechselte er erneut innerhalb der Metropole, diesmal im September 2019 auf Leihbasis für eine Saison zum Profi-Viertligisten Silivrispor.
Er kam nach der Leihe in der Saison 2020/21 seit Dezember 2020 zu vereinzelten Einsätzen in der Profimannschaft vom Kasımpaşa SK, unter anderem im türkischen Pokalwettbewerb und in der höchsten Ligaspielklasse der Türkei. Nach dem Weggang des linken Außenverteidigers Oussama Haddadi entwickelte er sich mit 21 Jahren in der Saison 2021/22 innerhalb der Mannschaft zum Stammspieler und kam mehrheitlich als Startelfspieler zum Einsatz. Nach seiner A-Nationalmannschaftsnominierung im Mai 2022 bekundeten die amtierenden Meister Trabzonspor und Vizemeister Fenerbahçe der Süper Lig zur europäischen Sommer-Transferperiode 2022 Interesse an einer Verpflichtung von ihm. Im Anschluss wechselte Elmalı im Juni 2022 für eine netto Ablösesumme in Höhe von 3,6 Millionen Euro zum Ligakontrahenten Trabzonspor und erhielt dort einen Fünfjahresvertrag.
Einen Monat nach seinem Wechsel zu Trabzonspor sicherte sich Elmalı mit seinen Teamkollegen den Gewinn des türkischen Supercups. In zweieinhalb Jahren bei Trabzonspor absolvierte der Außenverteidiger insgesamt 111 Pflichtspieleinsätze. Im Februar 2025 wechselte er zu Galatasaray Istanbul. Für den Transfer erhält Trabzonspor eine Ablöse von 3,5 Millionen Euro sowie eine Bonuszahlung von 500.000 Euro. Zudem erhält der Klub bei einem Weiterverkauf 25 Prozent der erzielten Ablösesumme.

### Nationalmannschaft
Seit September 2021 spielt Elmalı für die türkische U21-Nationalmannschaft und kam zu Einsätzen in der Qualifikation zur U21-Europameisterschaft 2023. Nach seinen Leistungen als Stammspieler in der Süper Lig 2021/22 wurde er im Anschluss im Mai 2022 erstmals für die türkische A-Nationalmannschaft berufen und zwar für die A-Länderspiele der UEFA Nations League 2022/23. Am 2. Spieltag der UEFA Nations League kam er im Juni 2022 als Einwechselspieler zu seinem A-Länderspieldebüt.

## Erfolge
Trabzonspor
- Türkischer Fußball-Supercup: 2022

Galatasaray Istanbul
- Türkischer Meister: 2025
- Türkischer Fußballpokal: 2024/25